# Santa Maria d'Algerri
Santa Maria d'Algerri és una església barroca d'Algerri (Noguera) protegida com a Bé Cultural d'Interès Local.

## Descripció
L'església parroquial de la purificació de la Mare de Déu està ubicada al bell mig del nucli antic d'Algerri, al costat de l'ajuntament de la vila. Es tracta d'un edifici aïllat de tres naus, orientada parcialment nord-sud.
La façana principal mostra nombrosos elements barrocs. Una petita escalinata dona pas a la portalada de tipus retaule, de mig punt flanquejada per columnes als costats, sobre un alt basament i coronades amb capitells corintis. Damunt de les columnes hi ha un entaulament i sobre d'ell una estructura a manera de baldaquí, conformada per dues columnes (d'estructura similar a les de la portada) més petites, que aixopluga la imatge de la Verge. A costat i costat de la portalada es troben sengles parelles de pilastres planes adossades que recorren tot el mur, des del terra fins a la cornisa, rematades amb ornaments foliacis a mode de capitell. La façana és coronada per una cornisa motllurada i un pany de mur de línies ondulants més alt en el sector central, on inclou un ull o petit rosetó que dona llum al cor. Per acabar remata la façana un campanar robust de torre de tres cossos de planta octogonal, el darrer cos és d'una mida més petita.
L'estructura de l'església és dividida en una nau central i dues de laterals, amb volta apuntada o d'aresta sostinguda per pilars amb columnes adossades que suporten una teulada a doble vessant coberta per teula àrab. Les naus laterals disposen de sis capelles comunicades entre elles per arcs de mig punt i el creuer és coronat per una cúpula. L'altar major és barroc i als laterals es conserven pintures.
L'aparell general del temple és molt regular i homogeni. Es tracta de carreus de pedra calcària ben escairats i polits, de mida mitjana i gran en alguns punts.
L'església d'Algerri, tot i el seu origen romànic, és un edifici gòtic modificat i ampliat al segle xviii. Del resultat d'aquesta important reforma ens trobem davant d'un conjunt que ha de ser considerat barroc en línies generals. A l'església fou trobada una necròpoli romana, destruïda, que devia correspondre a les vil·les romanes localitzades al nord i sud del nucli. La data de construcció de l'església és del segle xviii, tot i que posteriorment s'hi van fer diverses reformes. La reforma més recent és la realitzada l'any 1955.

## Història
L'antiga església de Santa Maria va pertànyer jurisdiccionalment, almenys des del segle xii, a l'abadia de Sant Pere d'Àger. La seva pertinença a l'esmentada canònica és ratificada per les dues butlles de confirmació de béns que el papa Alexandre III atorgà a favor de Sant Pere d'Àger els anys 1162 i 1179. D'altra banda, el capellà de l'església "Dalgerre" és citat l'any 1280 en la relació de parròquies que van contribuir al pagament de la dècima recaptada a la diòcesi d'Urgell. La seva dependència respecte de l'abadia d'Àger perdurarà fins al segle xix.